# Blarinella
Blarinella là một chi động vật có vú trong họ Chuột chù, bộ Soricomorpha. Chi này được Thomas miêu tả năm 1911. Loài điển hình của chi này là Sorex quadraticauda Milne-Edwards, 1872.

## Các loài
Chi này gồm các loài:
- Blarinella griselda Thomas, 1912
- Blarinella quadraticauda (Milne-Edwards, 1872)
- Blarinella wardi Thomas, 1915